# Louis Janoir
Louis Janoir, né à Lugny, Saône-et-Loire le 2 août 1885 et décédé le 11 avril 1968 à Fresnes (Val-de-Marne), est un ingénieur et un pionnier français de l'aviation.

## Biographie
Louis Janoir naît à Lugny, chef-lieu de canton du Mâconnais, fils de Pierre Janoir, plâtrier-peintre, et de Suzanne Nonain (qui s'étaient mariés à Lugny le 27 avril 1882).
Après avoir quitté Lugny, village de son enfance et lieu de ses premières études, il termine sa scolarité à Châlons-sur-Marne, où il est diplômé de l'École nationale des Arts et Métiers (élève de la promotion 1901) comme ingénieur en mécanique.
Il travaille d'abord chez un constructeur et carrossier automobile à Boulogne-Billancourt : l'usine Kellner de Billancourt.
En 1906 et 1907, Louis Janoir effectue son service militaire. Il est affecté au service des automobiles d’une compagnie d’artillerie. 
Il fait la connaissance d'Albert Clément, et son intérêt pour l'aéronautique, dès lors, va croissant.
Il rejoint ensuite les usines des  frères  Albert  et  Émile  Bonnet-Labranche, qui construisent des biplans.
Il  obtient son brevet de pilote en 1911 (brevet no 553 obtenu à Orléans délivré par l'Aéro-Club de France en date du 28 juillet) et participe à de nombreuses compétitions aériennes, parmi lesquelles le meeting de Montrésor du 23 juillet 1911, auquel il prend part sur un monoplan Bonnet-Labranche et au cours duquel il échappe à un accident à l'atterrissage.

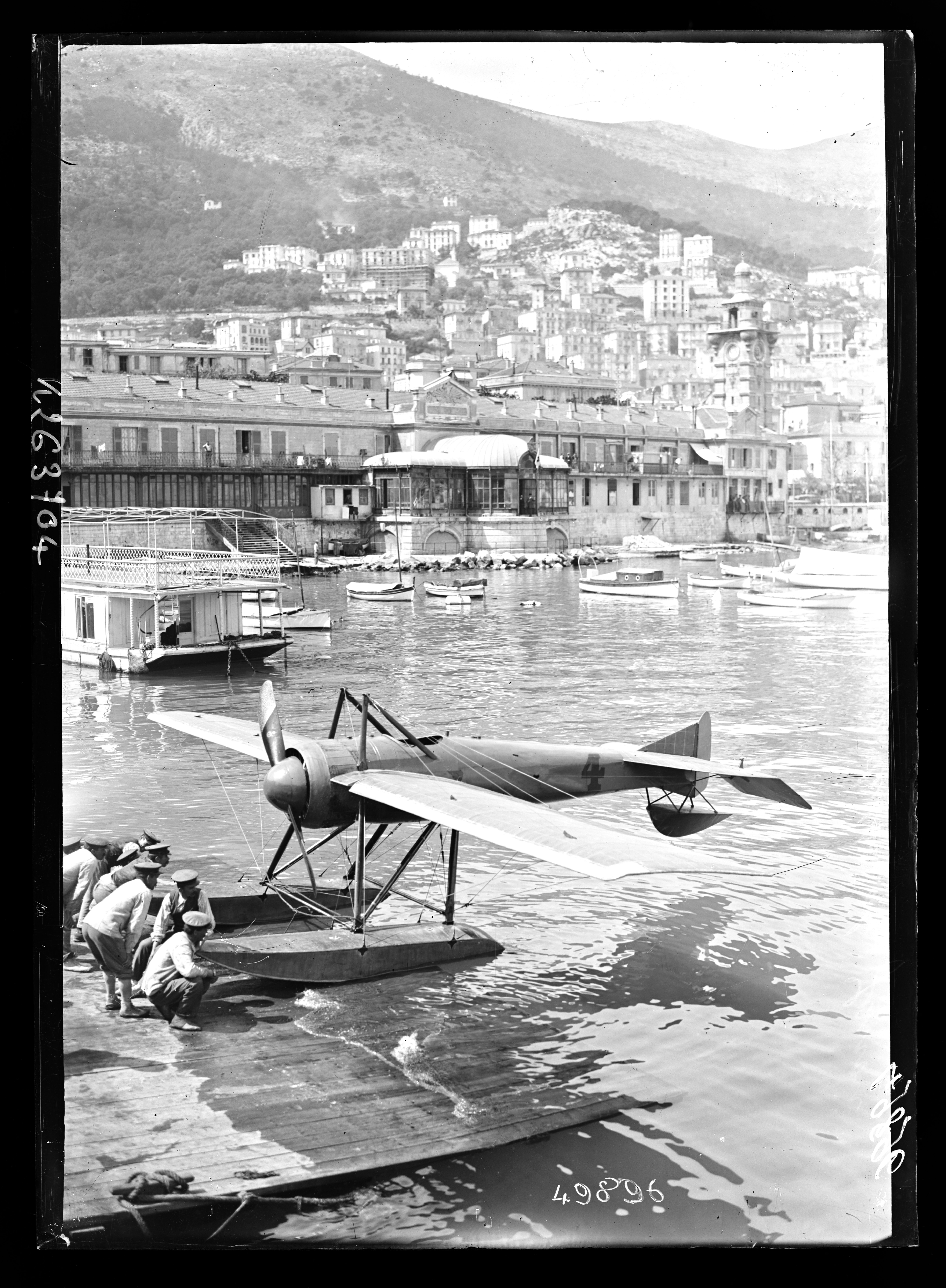
L'hydrovion Deperdussin de Janoir à Monaco en 1914

L'année suivante, il obtient son brevet de  pilote militaire, aux commandes d'un monoplan produit par la firme Deperdussin (brevet no 263). Cette année-là, il participe à des essais d'identification des avions en vol, qui doivent aboutir à l'adoption des cocardes peintes sur les ailes ou le fuselage.
Recruté par l'industriel Armand Deperdussin, il intègre la Société de production des aéroplanes Deperdussin (SPAD), où il devint pilote d'essai et l'un des principaux collaborateurs de l'ingénieur Louis Béchereau, testant les avions, leur construction, leur rigidité, la maniabilité ainsi que la puissance des moteurs (Clerget, Gnome) sur des distances de plus en plus longues. Il prend part à la Coupe Pommery, à la Coupe Schneider, à la Course Monaco-San Remo, aux raids Paris-Saint-Pétersbourg et Paris-Deauville. Dans le cadre de la Coupe Pommery, il réalise le 4 octobre 1912 un raid aérien de Calais à Contis avec un aéroplane monoplan Deperdussin.
Il teste aussi pour l'armée le montage d'une mitrailleuse sur le capot d'un monoplan et l'ajout d'une charge de 275 kg sur un biplan militaire, présenté au 1er concours d’aéroplanes militaires, organisé à Reims en octobre et novembre 1911, ce qui attire l'intérêt de plusieurs services des armées étrangères dont celle du tsar Nicolas II, qui l'engage.
Ainsi, pendant la Première Guerre mondiale, de 1914 à 1916, il travaille au profit de l'aéronautique militaire impériale russe à Saint-Pétersbourg Russie, notamment sur le moteur Gnome.
À son retour en France en 1917, conséquence des événements qui secouent la Russie, il fonde à Saint-Ouen les Ateliers d’aviation Janoir, spécialisés dans la construction sous licence de chasseurs SPAD. Dans ces ateliers, il met aussi au point une motocyclette et l'automobile La Janoir (en),.
Il s'associe aussi aux Chantiers aéro-maritimes de la Seine (CAMS) pour la fabrication des coques d'hydravion.
En parallèle, il dépose plusieurs brevets et ouvre un magasin à Paris, avenue des Ternes (17e arrondissement), où il distribue et revend les marques automobiles de l'époque : Panhard-Levassor, Renault, Lorraine-Dietrich et, surtout, Delage.
Sa réputation dépasse les frontières et, en 1934 et 1935, il est officiellement invité en Allemagne par le gouvernement du Reich. Louis Janoir y découvre de nouvelles technologies et matériaux, tels que l'Elektron, et comprend qu’une industrie de guerre s’y prépare. La France, elle aussi, se préoccupe de son réarmement et s'adresse à Louis Janoir pour le blindage de ses équipements aéronautiques.
Pendant la Seconde Guerre mondiale, sa maison est réquisitionnée. Il est menacé et doit se réfugier à Clermont-Ferrand.
Après la guerre, il travaille pour Hotchkiss et le ministère des Transports.
Une requête pour sa reconnaissance a été déposée, Guillaume Lambert, chef de cabinet sous la présidence de Nicolas Sarkozy, a indiqué que bonne note avait été prise de la requête.